# ORF (azienda)
ORF (Österreichischer Rundfunk, letteralmente "Radioemissione circolare austriaca") è l'azienda nazionale della radiotelevisione austriaca, nata il 1º agosto 1955.
L'ORF ha un ruolo dominante nei media austriaci: infatti l'Austria è stato uno degli ultimi paesi europei a permettere trasmissioni televisive private, seconda solo all'Albania. La ORF è presente in Italia tramite la società controllata ORF s.r.l. con sede a Bolzano, competente per la produzione, la fornitura, l'acquisto e la distribuzione di contenuti audiovisivi per la trasmissione Südtirol heute. In Italia ha uffici a Bolzano e Roma.
Il monopolio dell'ORF durò fino al 2003, quando nacque il primo canale privato austriaco chiamato ATV. Seguirono i canali PULS 4, Austria 9 e ServusTV (2007-2009) e alcuni canali locali trasmessi solo via cavo nelle zone di Vienna, Graz e Linz.

## Storia

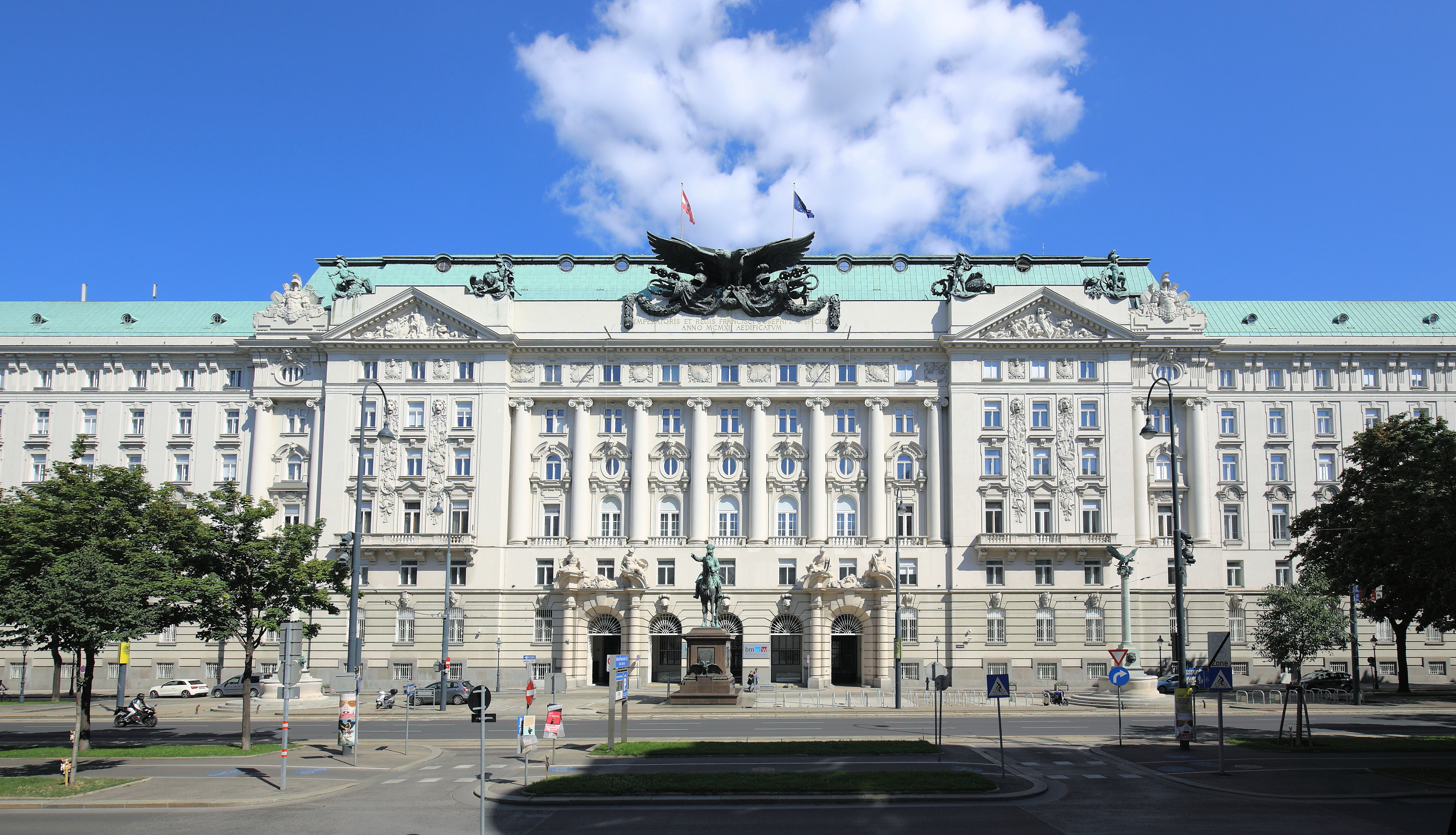
L'ex-ministero della guerra, divenuto sede della RAVAG nel 1924

La prima trasmissione radiofonica sperimentale in Austria fu effettuata il 1º aprile 1923 da Radio Hekaphon, guidata dal pioniere Oskar Czeija (1887–1958). Il 2 settembre successivo l'emittente trasmise un discorso del presidente austriaco Michael Hainisch.

### Radio Verkehrs AG
Fu tuttavia l'ente pubblico Radio-Verkehrs-Aktiengesellschaft ("Radiocomunicazioni società per azioni", RAVAG) ad ottenere la concessione per le trasmissioni radiofoniche nel 1924. La RAVAG era una joint-venture fra il governo austriaco, il comune di Vienna, ed alcune banche; Czeja ne era direttore generale. Le trasmissioni regolari ebbero inizio il 1º ottobre 1924 dagli studi improvvisati nell'edificio che fino alla prima guerra mondiale aveva ospitato il Ministero della Guerra. La stazione era generalmente chiamata Radio Vienna e trasmetteva sulla frequenza di 530 KHz. Alla fine del primo mese di trasmissioni gli ascoltatori erano già 30.000, e all'inizio dell'anno successivo 100.000. Una rete di ripetitori distribuita su tutto il paese permetteva dal 1934 che tutti gli austriaci potessero ascoltare Radio Vienna, pagando un canone mensile di due scellini.
I programmi trasmessi si rivolgevano ad un pubblico colto, dando spazio alla musica classica, alla letteratura ed alle letture. Le prime trasmissioni dal vivo andarono in onda nel 1925, trasmesse dalla Staatsoper di Vienna e dal Festival di Salisburgo. Invece i notiziari avevano poco spazio, tuttavia le elezioni del 1930 furono ampiamente coperte. Nel 1928 erano iniziate anche le trasmissioni sportive fisse. A quest'epoca la RAVAG aveva circa mezzo milione di ascoltatori ed era diventata un mass medium.

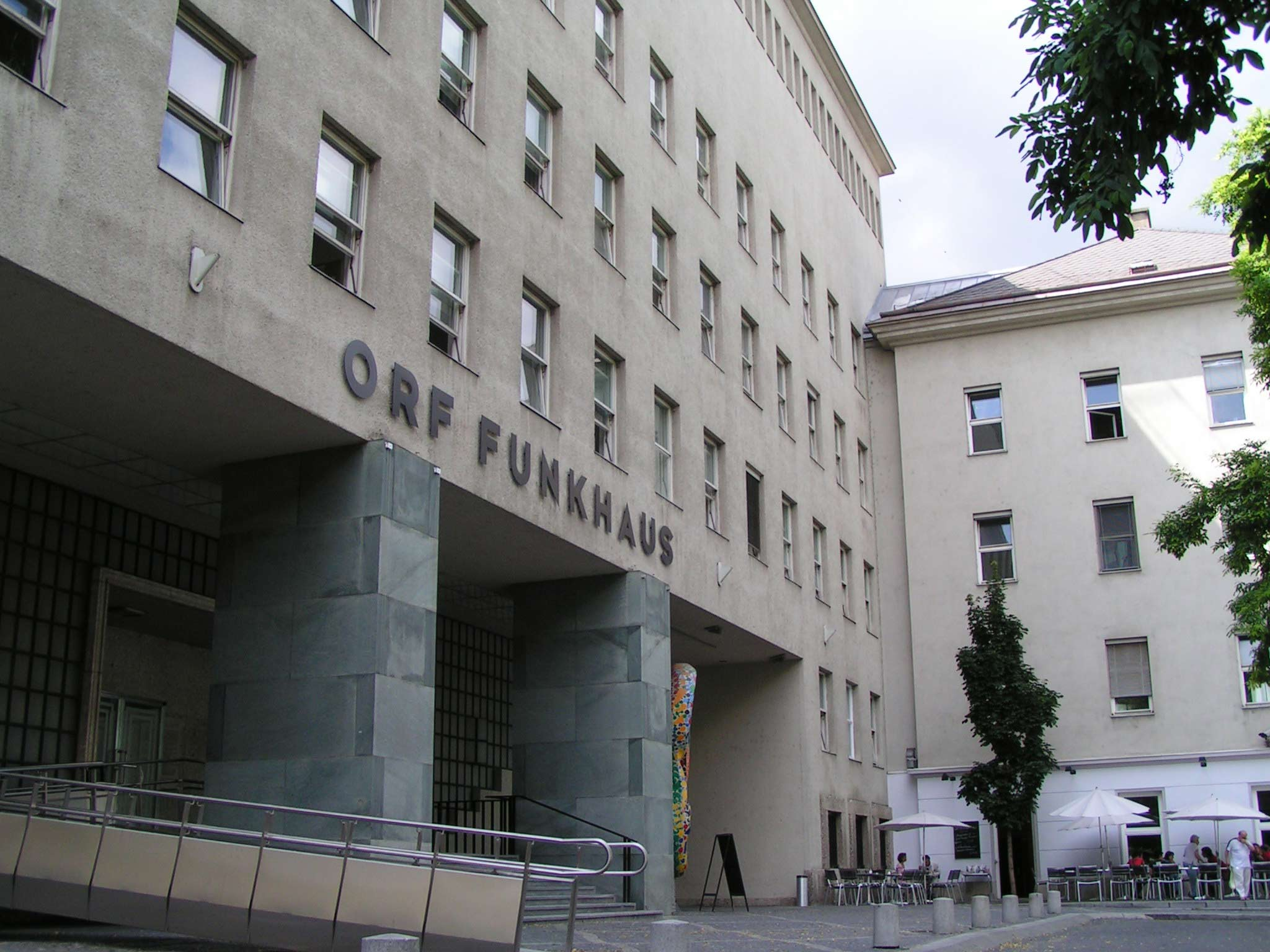
La Funkhaus Wien

Nel 1934 gli studi della RAVAG furono occupati in febbraio, durante la guerra civile austriaca, e poi ancora durante il fallito Putsch nazista di luglio, quando alcuni insorti entrarono negli studi radiofonici per annunciare le dimissioni del cancelliere Engelbert Dollfuß, quando in realtà era stato ucciso.
Il successore di Dollfuß, Kurt Schuschnigg, fece costruire il nuovo centro di produzione radio, la Radiokulturhaus (oggi chiamata Funkhaus Wien), su progetto di Clemens Holzmeister, fra il 1935 e il 1939. Il governo austrofascista utilizzò la RAVAG per la propaganda politica, cercando di contrastare la opposta propaganda nazista diffusa da Radio Monaco.

### Reichssender Wien
Dopo l'Anschluss alla Germania nazista, nel 1938, la RAVAG fu sciolta e sostituita dal Reichssender Wien ("Emittente viennese del Reich") subordinata alla Reichs-Rundfunk-Gesellschaft (dal 1939 ribattezzata Großdeutscher Rundfunk) di Berlino. Una delle ultime trasmissioni della RAVAG fu il discorso d'addio di Schuschnigg l'11 marzo 1938 ("Dio benedica l'Austria"): poche ore dopo una trasmissione in diretta salutava l'insediamento del filonazista Arthur Seyss-Inquart; il giorno dopo veniva trasmesso l'ingresso di Adolf Hitler a Linz, e il suo discorso sulla Heldenplatz di Vienna. Nel 1939 le strutture ed attrezzature della RAVAG furono incamerate dalla Reichspost.
Durante la seconda guerra mondiale l'ascolto delle radio nemiche era punito severamente; tuttavia soprattutto le trasmissioni della BBC in tedesco erano una fonte d'informazioni molto utilizzata. Reichssender Wien era importante, invece, perché comunicava l'allarme quando c'erano i bombardamenti aerei. La stessa Funkhaus fu lesionata dai bombardamenti alleati in gennaio e febbraio 1945, e poi dall'offensiva dell'Armata Rossa. Reichssender Wien trasmise per l'ultima volta il 6 aprile 1945, poi le SS in ritirata fecero saltare il trasmettitore di Bisamberg.

### Radio Wien
Dopo la sconfitta della Wehrmacht, riprese un servizio radio indipendente austriaco della RAVAG nell'Austria occupata dagli Alleati il 24 aprile 1945, quando annunciò la formazione del governo provvisorio austriaco guidato da Karl Renner. Una nuova stazione di Radio Wien fu fondata, che trasmetteva dalla Funkhaus attraverso un trasmettitore provvisorio sul tetto, ancora una volta sotto la direzione di Oskar Czeija, che tuttavia fu presto allontanato su pressione dell'amministrazione militare sovietica. Poiché la Funkhaus si trovava nel settore sovietico di Vienna, gli alleati occidentali fondarono le loro stazioni radio, come la rete britannica Alpenland o quella americana Radio Rot-Weiß-Rot ("Radio rosso-bianco-rosso"), oppure le emittenti in lingua inglese per le truppe statunitensi "Blue Danube" (BDN) e per quelle britanniche (BND), che divennero popolari anche presso i giovani austriaci. Percià le trasmissioni della RAVAG erano limitate alla parte orientale dell'Austria, quella occupata dai sovietici, e in quell'epoca iniziale della guerra fredda vennero sempre più considerate propaganda comunista.
Nacquero anche altre stazioni emittenti nelle diverse zone d'occupazione e la radio divenne un mass-medium popolare in Austria: nel 1952 c'erano un milione e mezzo di ricevitori nelle case austriache.
Nel 1955 le varie emittenti regionali furono riunite nella Österreichisches Rundspruchwesen ("Ente austriaco per la radiotrasmissione circolare") che nel 1958 prese il nome di Österreichischer Rundfunk GmbH ("Radioemissione circolare austriaca s.p.a."), precursore dell'attuale ORF.

### La televisione
Fino al dicembre 1959 le trasmissioni venivano effettuate 6 giorni alla settimana - con l'esclusione del martedì - dalle ore 17 alle 21. Nel 1961 nacque il secondo canale, ORF 2.
Il 1º gennaio 1969 iniziarono le prime trasmissioni a colori, l'ultimo programma trasmesso in bianco e nero andò in onda il 13 dicembre 1974. Dal 1975 iniziarono i programmi regionali delle nove regioni austriache e dagli anni novanta si possono vedere anche i programmi regionali in altre lingue. Nel 1980 cominciarono le prime prove del televideo austriaco. Nel novembre 1992 furono inaugurati nuovi studi televisivi e nuovi programmi sostituirono quelli vecchi. Dal 6 marzo 1995 l'ORF trasmette 24 ore su 24.
Nel 2006 l'ORF ha iniziato le trasmissioni in digitale terrestre. Lo spegnimento dei segnali analogici è iniziato il 6 marzo 2007 nella città di Bregenz, per continuare nei capoluoghi di regione da Ovest a Est fino al 22 ottobre dello stesso anno. La transizione fu completata definitivamente in tutta l'Austria il 7 giugno 2011. Il 10 aprile 2007 furono cambiati i programmi dal formato 4:3 al formato 16:9. Nel 2011 sono nati il canale ORF III, che trasmette programmi di cultura e informazione, e il canale ORF Sport + dedicato allo sport.

### Altre iniziative
La radiotelevisione austriaca porta avanti un'iniziativa di beneficenza chiamata Licht im Dunkel ("Luce nel buio"), che ha l'obiettivo di aiutare persone bisognose (invalidi, profughi ecc.); dal 1986 l'ORF decise di aggiungere alla beneficenza anche un messaggio di ringraziamento e di pace, distribuendo prima di Natale nel territorio austriaco la luce di una lampada ad olio (la "Luce della Pace") accesa nella Basilica della Natività di Betlemme (luogo dove nacque Gesù). Tale lampada infatti è mantenuta accesa grazie alle donazioni di olio da parte da tutte le Nazioni di fede cristiana, e non si è mai spenta da molti secoli.

## Canali

### Televisione
| Logo | Canale       |
| ---- | ------------ |
|      | ORF 1        |
|      | ORF 1 HD     |
|      | ORF 2        |
|      | ORF 2 HD     |
|      | ORF III      |
|      | ORF 2 Europe |
|      | ORF Sport +  |

ORF 2 trasmette ogni giorno, alle ore 19:00, uno spazio informativo di circa mezz'ora in diretta dalle nove strutture periferiche (una per ogni Stato federale). In tale occasione il logo di ORF 2 viene integrato dalla sigla della regione federale di emissione (ORF 2 T, ORF 2 K, ORF2 S, ORF 2 W, ecc.).

### Radio

#### Nazionali
| Logo | Canale          | Programmazione                  |
| ---- | --------------- | ------------------------------- |
|      | ORF Ö1          | trasmette musica e notiziari    |
|      | ORF Hitradio Ö3 | trasmette pop, music e concerti |
|      | ORF FM4         |                                 |

#### Regionali
L'ente pubblico radiotelevisivo austriaco ORF possiede una radio per ogni singolo Stato federale.
| Logo | Canale                    |
| ---- | ------------------------- |
|      | Ö2 Radio Burgenland       |
|      | Ö2 Radio Kärnten          |
|      | Ö2 Radio Niederösterreich |
|      | Ö2 Radio Oberösterreich   |
|      | Ö2 Radio Salzburg         |
|      | Ö2 Radio Steiermark       |
|      | Ö2 Radio Tirol            |
|      | Ö2 Radio Vorarlberg       |
|      | Ö2 Radio Wien             |

### Internazionali
- ORF Radio Ö1 International (già Radio Austria International), ritrasmette su onde corte per 35 minuti al giorno dal lunedì al sabato la programmazione di Ö1[2].[3]

### Chiusi
- ORF Radio 1476[4]

## Diffusione del segnale
I programmi televisivi così come quelli radiofonici sono ricevibili in tutta la Repubblica d'Austria sia via etere, sul DTT, così come via cavo. L'Ente radiotelevisivo offre il suo bouquet di canali sia tv che radio anche via satellite tramite l'operatore ASTRA a 19° est. I canali tv sono criptati mentre quelli radiofonici vengono diffusi in chiaro.
Sempre sul satellite Astra 19° est viene proposta la diffusione della seconda rete ORF 2 (indicata in questo caso con il nome di ORF2 Europe ma in sovrimpressione viene lasciato il logo di ORF 2) criptando però alcuni programmi per i quali non sono detenuti i diritti di diffusione internazionale. Durante l'assenza di tali programmi viene mandata in onda la pagina d'indice del teletex di ORF 2 Tirol.
I programmi televisivi ORF eins, ORF 2 e ORF III si ricevono anche in Alto Adige, dove viene trasmesso un notiziario regionale, Südtirol Heute, prodotto a Bolzano.
Dal giugno 2013, tramite la Radiotelevisione Azienda Speciale, le reti sono ricevibili anche nella provincia di Trento.

## Orchestra
Dal settore radiofonico della ORF dipende anche l'Orchestra sinfonica della radio di Vienna (RSO Wien).
Tuttavia, il più famoso programma musicale dell'ORF, trasmesso tutti gli anni in Eurovisione, è certamente il Concerto di Capodanno di Vienna dei Wiener Philarmoniker.

## Direzione
L'attuale direttore della ORF è Roland Weißmann da gennaio 2022.
I precedenti direttori sono stati:
- Monika Lindner
- Gerhard Weis
- Gerhard Zeiler
- Gerd Bacher
- Thaddäus Podgorski
- Otto Oberhammer
- Josef Scheidl
- Oskar Czeija
- Alexander Wrabetz

## Loghi e design
Il primo logo associato a ORF è stato il noto "occhio di ORF", che raffigurava un occhio elettronico rotondo e un occhio umano ovale. Fino al 2002, l'occhio, disegnato da Erich Sokol nel 1968, era visibile negli annunci dei film e nel notiziario quotidiano. Questo includeva la scritta quadrata in caratteri di contorno.
Il primo programma televisivo FS1 aveva come logo un 1 giallo, che cambiava continuamente; per FS2 era un 2 di colore blu. Entrambi potevano essere visti solo tra un programma e l'altro.
Nel 1992, Neville Brody progettò un nuovo logo. Il "mattone ORF" (abbreviazione ORF in bianco su un rettangolo rosso) fu introdotto parallelamente all'occhio. Nel 2000, il mattone ha fatto spostare la forma dell'occhio sullo sfondo ed è diventato il logo principale. Anche gli identificativi delle stazioni ebbero la scritta "ORF" davanti al numero e i colori cambiarono gradualmente da giallo/blu a rosso/verde.
Sotto il direttore generale Monika Lindner, l'occhio è stato temporaneamente rimosso dal centro ORF nel 2005. Alexander Wrabetz (ex direttore finanziario di Lindner) ha fatto reinstallare l'insegna dopo la sua elezione a direttore generale. Dal 2011, l'occhio è completamente scomparso da ORF 1.
In televisione, il logo aziendale presentava un “1” bianco su sfondo verde, mentre ORF 2 utilizzava un “2” dorato su sfondo rosso. Tuttavia, questa combinazione di colori è stata abolita nel 2005 e ora su entrambi i canali viene utilizzato un logo angolare grigio uniforme.

## Mascotte
- La prima mascotte venduta anche come peluche fu Orfeo, l'orso Künigl. Tuttavia, non c'era alcun programma in cui apparisse.
- Negli anni Ottanta e Novanta, i personaggi dei cartoni animati Gufo e Donnola hanno rappresentato i due programmi televisivi, soprattutto nell'anteprima del programma 2×7.[8]
- Dal 1994, i programmi per bambini Confetti TiVi e okidoki[9]  hanno introdotto varie mascotte e personaggi di fantasia che danno forma al valore di riconoscimento e all'immagine esterna dell'ORF.